# Загоров, Владимир Игоревич
Владимир Игоревич Загоров (Толстой) (1951, Краснодар) — петербургский художник.

## Биография
Владимир Толстой Родился 12 августа 1951 года на юге России, в г. Краснодаре. Начальное художественное образование получил в Краснодарском художественном училище, где в эти годы (1966-1970) преподавали Евгений Волошин и Александр Тавлеев, оказавшие большое влияние на формирование его творческого сознания.
В 1970 году уезжает в Ленинград и с этого времени постоянно живёт и работает в этом городе.
С 1972 по 1978 годы обучается на живописном факультете института имени И. Е. Репина Академии Художеств СССР, в мастерской монументальной живописи под руководством профессора А. А. Мыльникова. В запасниках Русского музея знакомится с творчеством В. Кандинского, П. Филонова, К. Малевича и других художников русского авангарда.
В 1982 году становится членом Союза художников СССР.
После поездки в Узбекистан в 1984 появляются первые абстрактные работы.
С 1987 по 1991 год преподает живопись и композицию на отделение монументальной живописи в ЛВХПУ им. В. И. Мухиной.
В 1993 году проходит первая персональная выставка Загорова в ЦДХ в Москве, на которой он показывает только нефигуративные работы.
В 1996 году становится членом Санкт-Петербургской Академии Современного Искусства.
В 1997 году в Русском музее проходит персональная выставка Загорова - «Желтое движение».
В 2005 году приглашен в Санкт-Петербургский университет, где по настоящий момент (2008 год) преподает живопись на факультете графического дизайна.
Живёт и работает в Санкт-Петербурге.
Готовится к большой выставке "Цирк" в Русском музее.

## Работы находятся в собраниях
- Государственный Русский музей, Санкт-Петербург.
- Эрмитаж, Санкт-Петербург.
- Государственная Третьяковская галерея, Москва.
- Городской музей Санкт-Петербурга, Санкт-Петербург.
- Музей городской скульптуры, Санкт-Петербург.
- Музей современного искусства, Сосновый Бор.
- Галерея современного искусства «Анна», Санкт-Петербург.
- Картинная галерея, Псков.
- Городская картинная галерея, Казань.
- Новосибирский художественный музей, Новосибирск.
- Музей А. А. Ахматовой, Санкт-Петербург.
- Манеж, Санкт-Петербург.
- Царскосельская коллекция, Пушкин.
- Николаевский художественный музей имени В. В. Верещагина, Николаев, Украина.
- Галерея Генри Наннена, Эмден, Германия.
- Городская картинная галерея, Пловдив, Болгария.
- Галерея искусств Букнельского университета, Пенсильвания, США.

Также работы Загорова находятся в частных коллекциях в странах: Германия, США, Швеция, Франция, Россия, Дания, Болгария, Польша.

## Персональные выставки
- 2007 — «Фрагмент путешествия». Живопись, графика. Галерея «До», Санкт-Петербург.
- 2006 — «Путешествие вдоль берега». Живопись, графика, коллажи. Галерея «Жизнь стекла», Москва.
- 2004 — «Вариации на тему». Живопись, графика, объекты. Галерея «Джем Холл», Санкт-Петербург.
- 2003 — «Счастливый сад». Живопись. Галерея Марины Гисич, Санкт-Петербург.
- 2001 — «Голубой, черный, розовый». Живопись, объекты. Галерея «Дельта», Санкт-Петербург.
- 2000 — «Лирическая абстракция». Живопись. Галерея «Аврора», Тверь.
- 1999 — Живопись, графика. Галерея Брумме, Франкфурт-Майн, Германия.
- 1999 — «Стол». Живопись, объекты. Галерея «Дельта», Санкт-Петербург.
- 1998 — Живопись, графика. Галерея Брумме, Франкфурт-Майн, Германия.
- 1997 — «Рисунки разных лет». Галерея «Palitra», Санкт-Петербург.
- 1997 — «Желтое движение». Живопись, коллажи, фотографии. Русский музей, Санкт-Петербург.
- 1993 — Живопись, скульптура, графика, объекты. ЦДХ, Москва.

## Групповые выставки (выборочно)
- 2004 — «Поднесение к Рождеству. Академия фарфора». Эрмитаж, Санкт-Петербург.
- 2001 — «Движущиеся объекты». Русский музей, Санкт-Петербург.
- 2001 — «Абстракция в России XX век». Русский музей, Санкт-Петербург.
- 1996 — «Первая выставка Санкт-Петербургской академии современного искусства». Манеж, Санкт-Петербург.
- 1993 — Выставка-карнавал «Гардероп». Манеж, Санкт-Петербург.
- 1991 — «Трое - живопись». Петр Татарников, Петр Конников, Владимир Загоров. «Центр Юнеско», Санкт-Петербург.
- 1991 — «Современные художники - Малевичу». Живопись. Третьяковская галерея, Москва.
- 1991 — «Петербургский реализм». Галерея искусств Букнельского университета, Пенсильвания, США.
- 1988 — «Гласность». Галерея Генри Наннена, Эмден, Германия.